# Benoitia upembana
Benoitia upembana är en spindelart som först beskrevs av Roewer 1955.  Benoitia upembana ingår i släktet Benoitia och familjen trattspindlar.
Artens utbredningsområde är Kongo. Inga underarter finns listade.